# Скафандр и бабочка (фильм)
«Скафандр и бабочка» (фр. Le scaphandre et le papillon) — художественный фильм режиссёра Джулиана Шнабеля, вышедший на экраны в 2007 году. Фильм рассказывает о 43-летнем редакторе журнала ELLE Жане-Доминике Боби, перенёсшем сильнейший инсульт, в результате которого он был полностью парализован. Сценарий фильма основан на автобиографической книге Боби.

## Сюжет
Жан-Доминик Боби, редактор журнала Elle France, 8 декабря 1995 года в возрасте 43 лет перенёс инсульт. Через двадцать дней Боби вышел из комы и обнаружил, что у него парализовано всё тело, кроме левого глаза. Врачи в клинике придумали специальный алфавит для Боби. Подмигивая оставшимся непарализованным левым глазом, когда сидящий рядом человек называл нужную букву, Жан-Доминик рассказал всё о своем внутреннем мире, начиная с психологической пытки от ощущения себя «запертым» внутри собственного тела, и заканчивая воображаемыми историями о мирах, которые он посещал лишь в своих мечтах. Жан-Доминик таким образом стал надиктовывать книгу. 9 марта 1997 года, спустя два дня после её публикации, он умер от пневмонии.

## В ролях
| Актёр                | Роль                 |
| -------------------- | -------------------- |
| Матье Амальрик       | Жан-Доминик Боби     |
| Эммануэль Сенье      | Селина Демулен       |
| Анн Косиньи          | Клод Мандибиль       |
| Мари-Жозе Кроз       | Анриетта Дюран       |
| Олац Лопес Гармендия | Мари Лопес           |
| Патрик Шене          | доктор Лепаж         |
| Макс фон Сюдов       | отец Жан-Доминика    |
| Майкл Уинкотт        | модный фотограф      |
| Исаак де Банколе     | Лоран                |
| Марина Хэндс         | Жозефина             |
| Нильс Ареструп       | Руссен               |
| Эмма де Кон          | императрица Евгения  |
| Жан-Пьер Кассель     | священник и продавец |

## Награды и номинации

### Награды
- 2007 — два приза Каннского кинофестиваля: лучшая режиссура (Джулиан Шнабель) и Технический гран-при (Януш Камински)
- 2007 — приз зрительских симпатий фестиваля AFI Fest (Джулиан Шнабель)
- 2007 — приз «Золотая лягушка» фестиваля операторского искусства Camerimage (Януш Камински)
- 2007 — премия Национального совета кинокритиков США за лучший фильм на иностранном языке
- 2007 — приз зрительских симпатий за лучший европейский фильм на кинофестивале в Сан-Себастьяне (Джулиан Шнабель)
- 2007 — приз за лучшую операторскую работу Стокгольмского кинофестиваля (Януш Камински)
- 2008 — премия BAFTA за лучший адаптированный сценарий (Рональд Харвуд)
- 2008 — две премии «Сезар»: лучший актёр (Матьё Амальрик), лучший монтаж (Жюльетта Велфлинг)
- 2008 — две премии «Золотой глобус»: лучший фильм на иностранном языке, лучшая режиссура (Джулиан Шнабель)
- 2008 — две премии «Независимый дух»: лучшая режиссура (Джулиан Шнабель), лучшая операторская работа (Януш Камински)
- 2008 — две премии «Люмьер»: лучший фильм (Джулиан Шнабель), лучший актёр (Матьё Амальрик)

### Номинации
- 2008 — четыре номинации на премию «Оскар»: лучшая режиссура (Джулиан Шнабель), лучший адаптированный сценарий (Рональд Харвуд), лучшая операторская работа (Януш Камински), лучший монтаж (Жюльетта Велфлинг)
- 2008 — номинация на премию Американского общества кинооператоров (Януш Камински)
- 2008 — номинация на премию BAFTA за лучший фильм не на английском языке (Кэтлин Кеннеди, Джон Килик, Джулиан Шнабель)
- 2008 — пять номинаций на премию «Сезар»: лучший фильм (Джулиан Шнабель, Жером Сейду), лучшая режиссура (Джулиан Шнабель), лучший адаптированный сценарий (Рональд Харвуд), лучшая операторская работа (Януш Камински), лучший звук
- 2008 — номинация на премию «Давид ди Донателло» за лучший фильм Европейского союза (Джулиан Шнабель)
- 2008 — номинация на премию Гильдии режиссёров США (Джулиан Шнабель)
- 2008 — номинация на премию «Золотой глобус» за лучший сценарий (Рональд Харвуд)
- 2008 — две номинации на премию «Независимый дух»: лучший фильм (Кэтлин Кеннеди, Джон Килик), лучший сценарий (Рональд Харвуд)
- 2008 — номинация на премию Гильдии сценаристов США за лучший адаптированный сценарий (Рональд Харвуд)